# Thomas Nennstiel
Thomas Nennstiel (* 1. Januar 1958) ist ein deutscher Fernsehregisseur.

## Leben und Wirken
Ab Mitte bis Ende der 1980er Jahre arbeitete Thomas Nennstiel als Regieassistent für einige deutsche Kino- und Fernsehfilme. Seit 1990 führte er bei sehr vielen Fernsehfilmen und -serien Regie. Zudem schrieb Thomas Nennstiel die Drehbücher zu drei Fernsehfilmen. Bei Mocca für den Tiger, einem der drei Filme, führte er auch selbst Regie. Von 2008 bis 2019 hat Thomas Nennstiel bei vielen seiner Fernsehproduktionen mit dem Kameramann Reiner Lauter zusammengearbeitet. Beide haben schon mehr als 30 Produktionen gemeinsam gedreht.
Neben seiner Muttersprache Deutsch spricht Nennstiel laut seinem Münchner Agenturprofil gut Englisch und Spanisch. Er ist Mitglied im Bundesverband Regie.
Thomas Nennstiel lebt privat in Berlin.

## Filmografie (Auswahl)
- 1990: Im Grunde meines Herzens bin ich Elektriker[3] (Fernsehfilm), (Drehbuch und Regie)
- 1991: Mocca für den Tiger (Fernsehfilm), (Drehbuch und Regie)
- 1992: Des Lebens schönste Seiten (Fernsehfilm), (Drehbuch)
- 1993: Motzki (Fernsehserie)
- 1995: Der schönste Mann der Welt (Fernsehfilm), (Drehbuch)
- 1996: Mit einem Bein im Grab (Fernsehserie), (Regie bei einigen Folgen)
- 1998: Das Lied zum Sonntag (Fernsehserie)[4]
- 1999: Gute Aussichten (Fernsehserie)
- 2002: Kleeblatt küsst Kaktus (Fernsehfilm)
- 2003: Der Tod ist kein Beinbruch (Fernsehserie), (Regie bei fünf Folgen, die 2002 und 2003 erschienen)
- 2003: Tigeraugen sehen besser (Fernsehfilm)
- 2003: Körner und Köter (Fernsehserie), (Regie bei drei Folgen)
- 2004: Für alle Fälle Stefanie (Fernsehserie), (Regie bei einer Folge)
- 2006: Entführ’ mich Liebling (Fernsehfilm)
- 2007: Moppel-Ich (Fernsehfilm)
- 2007: Stadt, Land, Mord! (Fernsehserie), (Regie bei zwei Folgen)
- 2007: Die Masche mit der Liebe (Fernsehfilm)
- 2007: Tierärztin Dr. Mertens (Fernsehserie), (Regie bei vier Folgen)
- 2008: Gefühlte XXS – Vollschlank & frisch verliebt (Fernsehfilm)
- 2008: Treuepunkte (Fernsehfilm)
- 2008: Alter vor Schönheit (Fernsehfilm)
- 2009: Die Landärztin – Schleichendes Gift (Fernsehfilm)
- 2009: Frauen wollen mehr (Fernsehfilm)
- 2009: Der Stinkstiefel (Fernsehfilm)
- 2009: Heute keine Entlassung (Fernsehfilm)
- 2010: Sexstreik! (Fernsehfilm)
- 2010: Ein Sommer auf Sylt (Fernsehfilm)
- 2010: Mit Herz und Handschellen (Fernsehserie), (Regie bei drei Folgen, die 2006 und 2010 erschienen)
- 2010: Bei manchen Männern hilft nur Voodoo (Fernsehfilm)
- 2010: Familie Fröhlich – Schlimmer geht immer (Fernsehfilm)
- 2011: First Lady (Fernsehfilm)
- 2011: Lügen haben linke Hände (Fernsehfilm)
- 2011: Der Bulle und das Landei: Babyblues (Fernsehfilm)
- 2011: Für immer daheim (Fernsehfilm)
- 2012–2014: Der letzte Bulle (Fernsehserie), (Regie bei elf Folgen)
- 2012: Im Alleingang  –  Die Stunde der Krähen (Fernsehfilm)
- 2012: Die Erfinderbraut (Fernsehfilm)
- 2012: Idiotentest (Fernsehfilm)
- 2012: Nicht mit mir, Liebling (Fernsehfilm)
- 2013: Der letzte Bulle (Fernsehserie)
- 2013: Herzdamen an der Elbe (Fernsehfilm)
- 2016: Liebe bis in den Mord
- 2018–2022: Familie Bundschuh (Fernsehserie), (Regie bei fünf Folgen)
  - 2018: Ihr seid natürlich eingeladen (Fernsehfilm)
  - 2019: Familie Bundschuh – Wir machen Abitur (Fernsehfilm)
  - 2020: Familie Bundschuh im Weihnachtschaos
  - 2021: Familie Bundschuh – Woanders ist es auch nicht ruhiger
  - 2022: Unter Verschluss
- 2021–2022: Der Bozen-Krimi (Fernsehserie), (Regie bei zwei Folgen)
  - 2021: Mord am Penser Joch
  - 2022: Familienehre[5]